# ニソルジピン
ニソルジピン（国際一般名、英: Nisoldipine）は、ジヒドロピリジン系カルシウムチャネル拮抗薬の一つ。ドイツのバイエル社により研究開発され、1990年4月よりバイエル薬品より発売された。日本ではバイミカード®の商品名で5mgと10mgの錠剤が販売されている。

## 効能
血管平滑筋細胞のカルシウムチャネルに作用し、細胞内へのカルシウムの流入を阻害する。高血圧症、狭心症に対し有効である。日本の薬事法では劇薬に区分される

## 化学的性質
黄色の結晶状の粉末で、光により徐々に着色する。メタノール、エタノール、酢酸エチル、テトラヒドロフランに溶けるが、水にはほとんど溶けない。融点は149-152℃である。